# Gouden Leeuw (filmprijs)

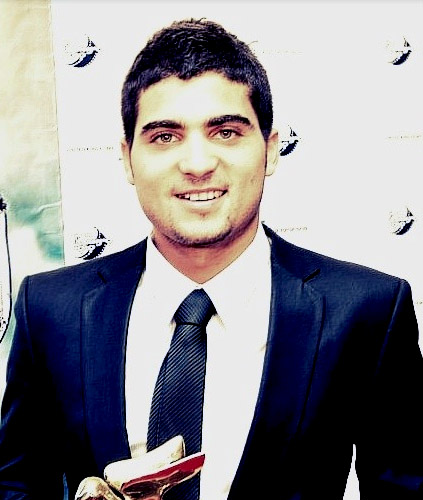
Oshri Cohen met Gouden Leeuw in 2009

De Gouden Leeuw (Leone d'Oro) is een Italiaanse filmprijs die ieder jaar wordt uitgereikt tijdens het Filmfestival van Venetië.

## Winnaars van de Gouden Leeuw
| Jaar                | Film                                               | Regisseur                         |
| ------------------- | -------------------------------------------------- | --------------------------------- |
| 1946 (7de editie)   | The Southerner                                     | Jean Renoir                       |
| 1947 (8ste editie)  | Siréna                                             | Karel Stekly                      |
| 1948 (9de editie)   | Hamlet                                             | Laurence Olivier                  |
| 1949 (10de editie)  | Manon                                              | Henri-Georges Clouzot             |
| 1950 (11de editie)  | Justice est faite                                  | André Cayatte                     |
| 1951 (12de editie)  | Rashōmon                                           | Akira Kurosawa                    |
| 1952 (13de editie)  | Jeux interdits                                     | René Clément                      |
| 1953 (14de editie)  | Gouden Leeuw werd niet uitgereikt                  | Gouden Leeuw werd niet uitgereikt |
| 1954 (15de editie)  | Giulietta e Romeo                                  | Renato Castellani                 |
| 1955 (16de editie)  | Ordet                                              | Carl Theodor Dreyer               |
| 1956 (17de editie)  | Gouden Leeuw werd niet uitgereikt                  | Gouden Leeuw werd niet uitgereikt |
| 1957 (18de editie)  | Aparajito                                          | Satyajit Ray                      |
| 1958 (19de editie)  | Muhomatsu no issho                                 | Hiroshi Inagaki                   |
| 1959 (20ste editie) | Il generale Della Rovere                           | Roberto Rossellini                |
| 1959 (20ste editie) | La grande guerra                                   | Mario Monicelli                   |
| 1960 (21ste editie) | Le Passage du Rhin                                 | André Cayatte                     |
| 1961 (22ste editie) | L'Année dernière à Marienbad                       | Alain Resnais                     |
| 1962 (23ste editie) | Cronaca familiare                                  | Valerio Zurlini                   |
| 1962 (23ste editie) | Ivanovo detstvo                                    | Andrej Tarkovski                  |
| 1963 (24ste editie) | Le mani sulla città                                | Francesco Rosi                    |
| 1964 (25ste editie) | Il deserto rosso                                   | Michelangelo Antonioni            |
| 1965 (26ste editie) | Vaghe stelle dell'orsa                             | Luchino Visconti                  |
| 1966 (27ste editie) | La battaglia di Algeri                             | Gillo Pontecorvo                  |
| 1967 (28ste editie) | Belle de Jour                                      | Luis Buñuel                       |
| 1968 (29ste editie) | Die Artisten in der Zirkuskuppel: ratlos           | Alexander Kluge                   |
| 1969-1979           | Gouden Leeuw werd niet uitgereikt                  | Gouden Leeuw werd niet uitgereikt |
| 1980 (37ste editie) | Atlantic City                                      | Louis Malle                       |
| 1980 (37ste editie) | Gloria                                             | John Cassavetes                   |
| 1981 (38ste editie) | Die bleierne Zeit                                  | Margarethe von Trotta             |
| 1982 (39ste editie) | Der Stand der Dinge                                | Wim Wenders                       |
| 1983 (40ste editie) | Prénom Carmen                                      | Jean-Luc Godard                   |
| 1984 (41ste editie) | Rok spokojnego słońca                              | Krzysztof Zanussi                 |
| 1985 (42ste editie) | Sans toit ni loi                                   | Agnès Varda                       |
| 1986 (43ste editie) | Le Rayon vert                                      | Éric Rohmer                       |
| 1987 (44ste editie) | Au revoir les enfants                              | Louis Malle                       |
| 1988 (45ste editie) | La leggenda del santo bevitore                     | Ermanno Olmi                      |
| 1989 (46ste editie) | Beiqing chengshi (A City of Sadness)               | Hou Hsiao-hsien                   |
| 1990 (47ste editie) | Rosencrantz & Guildenstern Are Dead                | Tom Stoppard                      |
| 1991 (48ste editie) | Urga                                               | Nikita Michalkov                  |
| 1992 (49ste editie) | Qui Ju da guan si (The Story Of Qui Ju)            | Zhang Yimou                       |
| 1993 (50ste editie) | Short Cuts                                         | Robert Altman                     |
| 1993 (50ste editie) | Trois couleurs: Bleu                               | Krzysztof Kieślowski              |
| 1994 (51ste editie) | Aiqing wansui (Vive L'Amour)                       | Tsai Ming-Liang                   |
| 1994 (51ste editie) | Pred doždot                                        | Milčo Mančevski                   |
| 1995 (52ste editie) | Cyclo                                              | Trần Anh Hùng                     |
| 1996 (53ste editie) | Michael Collins                                    | Neil Jordan                       |
| 1997 (54ste editie) | Hana-bi! (Vuurwerk)                                | Takeshi Kitano                    |
| 1998 (55ste editie) | Così ridevano                                      | Gianni Amelio                     |
| 1999 (56ste editie) | Yi ge dou bu neng shao (Niet 1 minder)             | Zhang Yimou                       |
| 2000 (57ste editie) | Dayereh (Il Cerchio, De cirkel)                    | Jafar Panahi                      |
| 2001 (58ste editie) | Le Mariage des moussons                            | Mira Nair                         |
| 2002 (59ste editie) | The Magdalene Sisters                              | Peter Mullan                      |
| 2003 (60ste editie) | Vozvrasjtsjenie                                    | Andrej Zvjagintsev                |
| 2004 (61ste editie) | Vera Drake                                         | Mike Leigh                        |
| 2005 (62ste editie) | Brokeback Mountain                                 | Ang Lee                           |
| 2006 (63ste editie) | Still Life                                         | Jia Zhangke                       |
| 2007 (64ste editie) | Se, Jie                                            | Ang Lee                           |
| 2008 (65ste editie) | The Wrestler                                       | Darren Aronofsky                  |
| 2009 (66ste editie) | Lebanon                                            | Samuel Maoz                       |
| 2010 (67ste editie) | Somewhere                                          | Sofia Coppola                     |
| 2011 (68ste editie) | Faust                                              | Aleksandr Sokoerov                |
| 2012 (69ste editie) | Pietà                                              | Kim Ki-duk                        |
| 2013 (70ste editie) | Sacro GRA                                          | Gianfranco Rosi                   |
| 2014 (71ste editie) | En duva satt på en gren och funderade på tillvaron | Roy Andersson                     |
| 2015 (72ste editie) | Desde allá                                         | Lorenzo Vigas                     |
| 2016 (73ste editie) | Ang babaeng humayo                                 | Lav Diaz                          |
| 2017 (74ste editie) | The Shape of Water                                 | Guillermo del Toro                |
| 2018 (75ste editie) | Roma                                               | Alfonso Cuarón                    |
| 2019 (76ste editie) | Joker                                              | Todd Phillips                     |
| 2020 (77ste editie) | Nomadland                                          | Chloé Zhao                        |
| 2021 (78ste editie) | L'Événement                                        | Audrey Diwan                      |
| 2022 (79ste editie) | All the Beauty and the Bloodshed                   | Laura Poitras                     |
| 2023 (80ste editie) | Poor Things                                        | Giorgos Lanthimos                 |
| 2024 (81ste editie) | The Room Next Door                                 | Pedro Almodóvar                   |